# Jakubowice (gmina)
Jakubowice (od 1870 Ożarów) – dawna gmina wiejska istniejąca do 1870 roku w guberni radomskiej. Siedzibą władz gminy były Jakubowice.
Gminę zbiorową Jakubowice utworzono 13 stycznia 1867 w związku z reformą administracyjną Królestwa Polskiego. Gmina weszła w skład nowego powiatu opatowskiego w guberni radomskiej i liczyła 2297 mieszkańców.
W jej skład weszły wsie Binkowice (folwark), Binkowiece (wieś), Bałtowska, Bugaj, Wlonice, Wyszmontów, Grochocice, Góry, Zawada Wlonicka, Zawada Wyszmontowska, Podlesie, Podgaj, Prussy, Przybysławice, Pisary, Sobótka Szlachecka, Sobótka Plebańska, Sobów, Sobowskie, Sadów, Tominy, Józefów, Janowice Bagjniste, Janowice Wiązowne, Jankowska i Jakubowice.
13 stycznia 1870 do gminy przyłączono pozbawiony praw miejskich Ożarów, po czym gmina została zniesiona przez przemianowanie na gminę Ożarów.